# Jan de Nijs
Jan de Nijs (Amsterdam, 25 de gener de 1958) és un exciclista neerlandès, especialista en el mig fons. Com amateur, va guanyar una medalla d'or Campionats del món de l'especialitat al 1984.

## Palmarès
- 1984
  -  Campió del Món amateur en mig fons
  -  Campió dels Països Baixos amateur de mig fons
- 1985
  -  Campió dels Països Baixos amateur de mig fons
- 1987
  -  Campió dels Països Baixos amateur de mig fons
- 1988
  -  Campió dels Països Baixos amateur de mig fons
- 1989
  -  Campió dels Països Baixos amateur de mig fons
- 1990
  -  Campió dels Països Baixos amateur de mig fons